# Caterina va in città
Caterina va in città, és una pel·lícula italiana de l'any 2003 dirigida per Paolo Virzì. Ha estat doblada al català

## Argument
Caterina (Alice Teghil) és una noia de 12 anys, filla del senyor Giancarlo Iacovoni (Sergio Castellitto), un novel·lista i professor en un col·legi de Roma.
Iacovoni es trasllada amb la seva filla Caterina i la seva tímida i desgraciada dona Agata (Margherita Buy) a Roma després d'haver aconseguit un nou lloc de treball.
Una vegada allí, Caterina va a classe al seu nou institut. Immediatament es troba entre dos bàndols d'estudiants completament oposats: una noia bohèmia d'esquerres, Margherita Rossi Chaillet, i un grup de noies de dretes encapçalat per Daniela Germano.
La mare de Margherita és una famosa intel·lectual i escriptora de política. El pare de Daniela és un ministre del govern que es va casar amb una família amb molts diners.
Només arribar, Margherita adopta a Caterina com la seva nova millor amiga. Les dues noies surten juntes en multitud d'ocasions, visiten tombes de poetes, i escolten discos de Nick Cave.
Però Caterina té un malentès amb Margherita, la qual cosa la porta a estar cada vegada més propera al grup de Daniela. Daniela convida a Caterina a anar amb elles a unes noces, on Caterina veu un grup de ex-feixistes relacionat amb la màfia pagant al pare de Daniela, Manlio.
Mentrestant, el pare de Caterina tracta de treure profit de les noves amistats de la seva filla. Quan Caterina era amiga de Margherita, Giancarlo li demana a la seva filla que li doni una còpia d'una novel·la a Margherita, perquè la hi passi a la seva mare, una coneguda editora. Una vegada que Caterina és amiga de Daniela, Giancarlo demana una visita a l'oficina del pare de Daniela per demanar-li uns favors.

## Repartiment
- Alice Teghil: Caterina Iacovoni
- Sergio Castellitto: Giancarlo Iacovoni
- Margherita Buy: Agata Iacovoni
- Federica Sbrenna: Daniela Germano
- Claudio Amendola: Manlio Germano
- Carolina Iaquaniello: Margherita Rossi Chaillet
- Zach Wallen: Edward
- Galatea Ranzi: Livia

## Al voltant de la pel·lícula
- Caterina va in città va ser projectada en festivals de cinema el 2003. La seva estrena als Estats Units va ser el 2005 en el Teatre Sunshine dels teatres Landmark a Manhattan.
- És la carta de presentació per a la pantalla gran d'Alice Teghil.
- A la pàgina web Rotten Tomatoes, la pel·lícula té un percentatge de vots del 89 %.
- Crítica: "Reflecteix la incomunicació i l'absurd d'un país atrapat en la banalitat. Amb gràcia, amb empenta, amb ràbia."[3]